# Chalcovietnamicus
Chalcovietnamicus Marusik, 1991 è un genere di ragni appartenente alla famiglia Salticidae.

## Distribuzione
Le 4 specie sono state reperite in Asia orientale (Filippine, Cina, Vietnam).

## Tassonomia
Per la descrizione delle caratteristiche di questo genere sono stati esaminati gli esemplari tipo di Chalcoscirtus vietnamensis (Zabka, 1985).
Descritto come sottogenere di Chalcoscirtus Bertkau, 1880, è stato elevato al rango di genere e sinonimizzato con il genere Parvattus Zhang & Maddison 2012d a seguito di un lavoro di Logunov (2020b).
Non sono stati esaminati esemplari di questo genere dal 2020.
Attualmente, a febbraio 2022, si compone di 4 specie:
1. Chalcovietnamicus naga Logunov, 2020 — Filippine (Luzon)
2. Chalcovietnamicus tengchongensis (Lei & Peng, 2012) — Cina
3. Chalcovietnamicus vietnamensis (Zabka, 1985)[2] — Vietnam
4. Chalcovietnamicus zhui (Zhang & Maddison, 2012) — Cina